# Zespół perkusyjny Amadinda
Amadinda – węgierski zespół perkusyjny założony w 1984 roku spośród absolwentów budapeszteńskiej Akademii Muzycznej im. Ferenca Liszta.

## Pochodzenie nazwy
Zespół przyjął nazwę od ugandyjskiego instrumentu perkusyjnego.

## Działalność zespołu
Działalność zespołu służy dwóm celom: prezentacji na Węgrzech nieznanych tam klasycznych kompozycji na instrumenty perkusyjne, a także promocji muzyki węgierskich kompozytorów w kraju i za granicą. Zespół stara się swoim istnieniem inspirować węgierskich i zagranicznych kompozytorów do pisania nowych utworów. Rezultatem tych starań była premiera utworu Johna Cage'a Four w Tokio, który napisał specjalnie dla tego zespołu w 1991 roku.
W drugiej połowie lat 90. obok istniejących pojawiły się trzy nowe kierunki pracy zespołu. Są to badania tradycyjnych kultur perkusyjnych, działalność kompozytorska członków zespołu oraz transkrypcja utworów z wcześniejszych epok na instrumenty perkusyjne. W rezultacie tego repertuar Amadindy wzbogacił się o tradycyjne utwory perkusyjne z czterech kontynentów, a także cykl Zoltána Váczi i Auréla Holló pt. beFORe JOHN oraz transkrypcje Ravela, Debussy'ego i innych kompozytorów europejskich.
Ważnym elementem historii zespołu była francuska premiera napisanego dla Amadindy i Katalin Károlyi utworu György'a Ligeti pt. A Síppal, dobbal, nádihegedűvel w 2000 roku.
Utwory jednego z najbardziej znanych i najbardziej wpływowych kompozytorów, Steve'a Reicha, odgrywają specjalną rolę w repertuarze Amadindy. Dwudziestoletnie kontakty z kompozytorem zaowocowały kompozycją pt. Mallet Quartet, którą zadedykował 25-letniej Amadindzie i kanadyjskiemu zespołowi Nexus. Premiera utworu miała miejsce w budapeszteńskim Pałacu Sztuk (Művészetek Palotája) w grudniu 2009 roku.
Wśród płyt wydanych przez zespół na szczególną uwagę zasługuje seria sześciu CD zawierająca wykonanie wszystkich utworów perkusyjnych napisanych przez Johna Cage'a.
Amadinda w swej historii współpracowała także z takim artystami jak Péter Eötvös, Zoltán Kocsis, András Schiff, György Kurtág, András Keller i James Wood.

## Członkowie
- Zoltán Rácz
- Zoltán Vácz
- Aurél Holló
- Károly Bojtos

## Nagrody
- 1984 Stipendium Prize, Darmstadt
- 1985 Pierwsza nagroda, Gaudeamus Music Competition, Rotterdam
- 1986 Nagroda Stowarzyszenia Kompozytorów Węgierskich za wysoki poziom wykonania utworów węgierskich
- 1987 Płyta roku, Hungaroton
- 1988 Nagroda im. Liszta
- 1991, 1998 Nagroda Biura Praw Autorskich ARTISJUS
- 1997 Kawalerski Krzyż Zasługi Republiki Węgierskiej
- 2002 Chevalier de l’ordre des arts et des lettres (Zoltán Rácz)
- 2004 Nagroda imienia Kossutha
- 2006 Nagroda Pro Urbe Budapest
- 2008 Nagroda imienia Béli Bartóka i Ditty Pásztory